# Iwo, Nigeria
Iwo este un oraș din statul Osun, Nigeria, cu o suprafață de 245 km².